# Dodson (Teksas)
Dodson – miasto w Stanach Zjednoczonych, w stanie Teksas, w hrabstwie Collingsworth.